# سیارک ۲۱۹۸۶
سیارک ۲۱۹۸۶ (به انگلیسی: 21986 Alexanduribe، نامگذاری:1999XO17) بیست و یک هزار و نهصد و هشتاد و ششمین سیارک کشف شده‌است که در ۲ دسامبر ۱۹۹۹ کشف شد.
قدر مطلق سیارک برابر ۱۴.۸ است.